# زورقک دهان‌باز
زورقک دهان‌باز (نام علمی: Cymbium patulum) نام یک گونه از سرده زورقک‌ها است.